# Castore
J.Carter Sporting Club Limited, що працює під торговою маркою Castore — британський виробник спортивного одягу зі штаб-квартирою в Манчестері, Англія. Продукція компанії продається в більш ніж 50 країнах світу і має спонсорські угоди з футбольними командами, командами з крикету та тенісистами.

## Історія
Компанію заснували в 2015 році брати Томас (1989 р.н.) та Філіп Біон (1992 р.н.), коли їм було 25 і 22 роки відповідно. Том до 21 року був професійним юнацьким футболістом а Філ грав у напівпрофесійний крикет.
Брати залишили кар'єру гравців у 2013 році та переїхали до Лондона, щоб працювати у фінансовій сфері, намагаючись зібрати гроші для свого підприємства спортивного одягу. Том працював у Lloyds Bank, а Філ — у Deloitte. Під час свого перебування в Лондоні вони почали дослідження ринку спортивного одягу та залучили низку інвесторів з індустрії моди та спорту. Castore запустили онлайн-продажі у 2016 році. У 2019 році Forbes включив братів до свого списку «30 до 30».
5 липня 2023 року було оголошено, що Castore відкриває свій перший магазин в Ірландії, на вулиці Графтон-стріт у Дубліні. У березні 2024 року Castore уклала ексклюзивну угоду з GL Dameck, щоб стати єдиним ліцензіатом Umbro Professional Team Sports, що дозволило їм поширювати бренд Umbro на кількох ключових європейських ринках. 